# Протакантопері
Протакантопері (Protacanthopterygii) — надряд костистих риб. Представники групи відомі з крейдяного періоду (бл. 150 млн років тому).

## Класифікація
- Надряд Протакантопері (Protacanthopterygii)
  - Ряд Аргентиноподібні (Argentiniformes)
  - Ряд Лососеподібні  (Salmoniformes)
  - Ряд Щукоподібні  (Esociformes)
  - Ряд Корюшкоподібні  (Osmeriformes)